# Francisco Villa, Paso del Macho
Francisco Villa är en ort i Mexiko.   Den ligger i kommunen Paso del Macho och delstaten Veracruz, i den sydöstra delen av landet, 270 km öster om huvudstaden Mexico City. Francisco Villa ligger 376 meter över havet och antalet invånare är 149.
Terrängen runt Francisco Villa är lite kuperad. Runt Francisco Villa är det ganska tätbefolkat, med 149 invånare per kvadratkilometer. Närmaste större samhälle är Cuitláhuac, 16,9 km söder om Francisco Villa. Omgivningarna runt Francisco Villa är en mosaik av jordbruksmark och naturlig växtlighet.